# Dorian Gray (attrice)
Dorian Gray, pseudonimo di Maria Luisa Mangini (Bolzano, 2 febbraio 1931 – Torcegno, 15 febbraio 2011), è stata un'attrice italiana.
Ha recitato con diversi dei principali attori italiani del XX secolo, fra i quali Totò, Peppino De Filippo, Vittorio Gassman, Marcello Mastroianni, Vittorio De Sica, Amedeo Nazzari, Alberto Sordi, Ugo Tognazzi, Nino Manfredi, Gino Cervi, Aldo Fabrizi, diretta da registi come Fellini, Comencini, Antonioni, Mattoli.

## Biografia

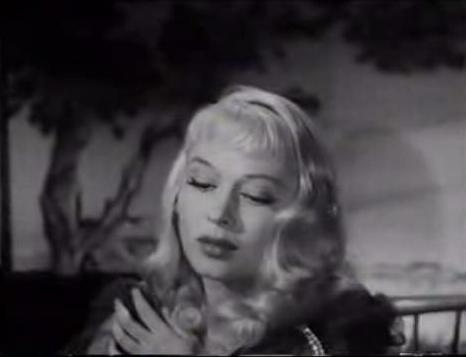
Dorian Gray in Totò, Peppino e la... malafemmina (1956)

Figlia di Attilio Mangini e di Flora Divina, studia come ballerina alla Scala con Aurel Milloss, debuttando in uno spettacolo con Pina Renzi. È su consiglio di un coreografo che assume il nome d'arte di Dorian Gray, di chiara ispirazione letteraria.
Passa poi al palcoscenico, nella rivista Votate per Venere (1950) con Erminio Macario e Gino Bramieri. Prosegue la carriera nel teatro di rivista con Gran Baraonda (1952-1953) di Garinei e Giovannini al fianco di Wanda Osiris e Alberto Sordi, con Made in Italy (1953) un'altra creazione della coppia Garinei-Giovannini che ricompone dopo anni la coppia Osiris-Macario, per cui si vede assegnare il titolo di "Diva dell'anno" dal Club della Passerella, e infine con Passo doppio (1954-55) con Ugo Tognazzi e Raimondo Vianello. Vince anche il premio "Maschera d'argento".

Dorian Gray con Lelio Luttazzi ne Gli attendenti

In seguito lascia il teatro per il cinema; prende parte a numerosi film negli anni cinquanta, soprattutto di genere brillante che le procurano grande popolarità, nei quali si distingue per una bellezza solare e procace e per una verve innata. Tra i suoi ruoli principali c'è quello della malafemmina in Totò, Peppino e la... malafemmina (1956) di Camillo Mastrocinque, la ballerina del teatro di varietà che s'innamora del nipote di Totò e Peppino De Filippo (interpretato da Teddy Reno). Sull'onda del successo di questo film, recita in altre due pellicole con Totò, sempre dirette da Camillo Mastrocinque: Totò lascia o raddoppia? e Totò, Peppino e i fuorilegge.
Federico Fellini la chiama a recitare il ruolo di Jessy, l'amante di Amedeo Nazzari in Le notti di Cabiria. È però soprattutto con Il grido di Michelangelo Antonioni, dove interpreta la benzinaia Virginia, che s'impone al grande pubblico come attrice impegnata e drammatica, allontanando da sé l'immagine di bambola sensuale. Seppur doppiata da Monica Vitti l'attrice altoatesina desta l'attenzione della critica mostrando una grande maturazione artistica. Entrata nel cinema d'autore, continua a essere molto richiesta nel cinema brillante; per il film Mogli pericolose di Luigi Comencini (1958)viene premiata con un Nastro d'Argento come migliore attrice non protagonista.
Si lega sentimentalmente ad Arturo Tofanelli, giornalista ed editore della rivista Tempo, che dedica negli anni moltissime copertine a Dorian Gray. Tofanelli aiuterà inoltre la carriera della diva producendo o co-producendo diversi film che la vedono tra i protagonisti. Nel 1962 l'attrice lavora in una grossa produzione internazionale, Marcia o crepa di Frank Wisbar con Stewart Granger, primo film a parlare esplicitamente della guerra d'Algeria. In seguito recita ancora in numerose pellicole di genere farsesco e spionistico, fino a metà degli anni sessanta, quando, in attesa di un figlio da Tofanelli, abbandona le scene ritirandosi a vita privata. Le sue ultime due apparizioni sono del 1965 in Thrilling (episodio diretto da Gian Luigi Polidoro) con Walter Chiari e, sempre nel 1965, in I criminali della metropoli, uscito nel 1967, diretto dal cugino Gino Mangini.

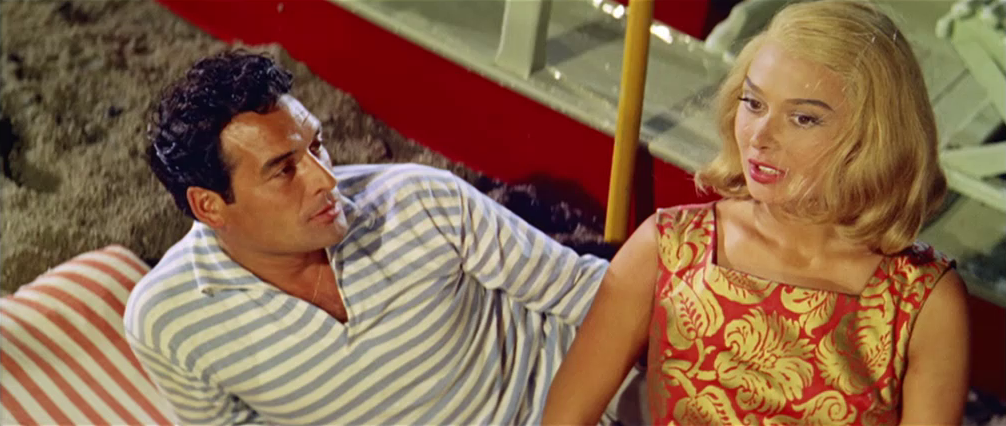
Dorian Gray con Jorge Mistral nel film Racconti d'estate

A quasi quarant'anni decide di ritirarsi completamente dalle scene, trasferendosi a Torcegno, paese di origine della madre in cui lo zio Ermete aveva una casa, costruendosi poi una villa propria in località Mocchi. Qui cresce il figlio Massimo Arturo che ha avuto da Tofanelli e nato nel 1963.
Il 15 febbraio 2011, poco dopo aver compiuto ottant'anni, si toglie la vita con un colpo di pistola alla tempia. Avendo sempre affermato di essere nata nel 1936, alla sua morte i media affermarono che l'attrice aveva compiuto da poco 75 anni, quando in realtà ne aveva appena compiuti 80, essendo nata il 2 febbraio 1931.

## Filmografia

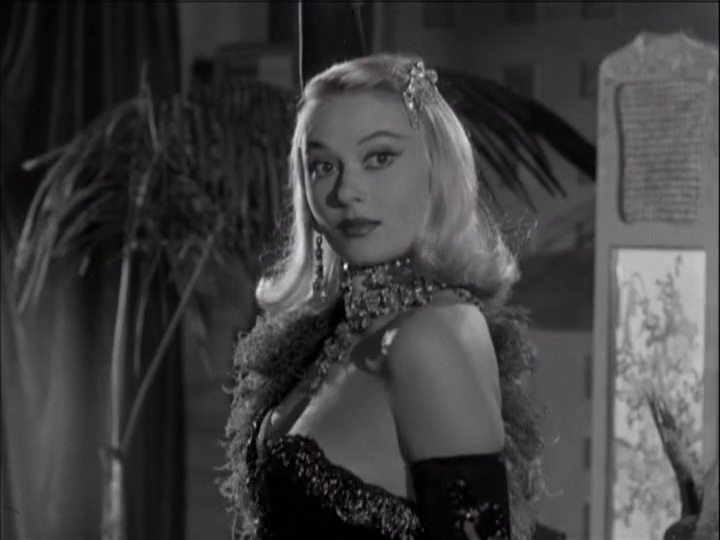
Dorian Gray in Io piaccio

### Cinema
- Accidenti alle tasse!!, regia di Mario Mattoli (1951)
- Il mago per forza, regia di Marino Girolami, Marcello Marchesi e Vittorio Metz (1951)
- Amo un assassino, regia di Baccio Bandini (1951)
- Anema e core, regia di Mario Mattoli (1951)
- Vendetta... sarda, regia di Mario Mattoli (1952)
- Lo sai che i papaveri..., regia di Marcello Marchesi (1952)
- La regina di Saba, regia di Pietro Francisci (1952)
- Io piaccio, regia di Giorgio Bianchi (1955)
- Totò lascia o raddoppia?, regia di Camillo Mastrocinque (1956)
- Totò, Peppino e la... malafemmina, regia di Camillo Mastrocinque (1956)
- Guaglione, regia di Giorgio Simonelli (1956)
- Totò, Peppino e i fuorilegge, regia di Camillo Mastrocinque (1956)
- Le notti di Cabiria, regia di Federico Fellini (1957)
- Il grido, regia di Michelangelo Antonioni (1957)
- Domenica è sempre domenica, regia di Camillo Mastrocinque (1958)
- Racconti d'estate, regia di Gianni Franciolini (1958)
- Mogli pericolose, regia di Luigi Comencini (1958)
- Vacanze d'inverno, regia di Camillo Mastrocinque (1959)
- Brevi amori a Palma di Majorca, regia di Giorgio Bianchi (1959)
- Le sorprese dell'amore, regia di Luigi Comencini (1959)
- Il mattatore, regia di Dino Risi (1960)
- La regina delle Amazzoni, regia di Vittorio Sala (1960)
- Il carro armato dell'8 settembre, regia di Gianni Puccini (1960)
- Crimen, regia di Mario Camerini (1960)
- Mani in alto, regia di Giorgio Bianchi (1961)
- Gli attendenti, regia di Giorgio Bianchi (1961)
- Peccati d'estate, regia di Giorgio Bianchi (1962)
- Ma Costanza si porta bene?, regia di Tom Pevsner (1962)
- Marcia o crepa, regia di Frank Wisbar (1962)
- Avventura al motel, regia di Renato Polselli (1963)
- Thrilling, regia di Gian Luigi Polidoro (1965)
- I criminali della metropoli, regia di Gino Mangini (1967)

### Documentari
- Chiamatemi Divina. Dorian Gray: storia di un'attrice dimenticata, regia di Franco Delli Guanti e Ludovico Maillet (2017)

## Riconoscimenti
- Nastro d'argento
  - 1959 – Migliore attrice non protagonista per Mogli pericolose

## Doppiatrici
- Rosetta Calavetta in Totò, Peppino e i fuorilegge, Le sorprese dell'amore, Gli attendenti, Peccati d'estate
- Lydia Simoneschi in Guaglione, Domenica è sempre domenica
- Renata Marini in Amo un assassino
- Rina Morelli in La regina di Saba
- Andreina Pagnani in Totò, Peppino e la... malafemmina
- Monica Vitti in Il grido
- Fulvia Mammi in Le notti di Cabiria
- Fiorella Betti in Racconti d'estate
- Maria Pia Di Meo in La regina delle Amazzoni
- Luisella Visconti in Crimen

## Citazioni e omaggi
- Il regista Gianni Amelio, suo grande ammiratore, dopo la sua morte le ha dedicato un omaggio all'interno del Torino Film Festival[5] (che all'epoca dirigeva) con una piccola retrospettiva dei suoi film più belli. Amelio affermò che: "Il destino era scritto, ha infierito sempre su di sé, voleva annullare la sua immagine e il suo corpo, lo mutava in continuazione, fuori da ogni schema d'epoca. Aveva dentro un demone, un tormento privato che andrebbe studiato. Ma, al contrario del suo nome, lei invecchiava ma il suo quadro cioè i suoi film, restavano giovani".[6]
- Nell'agosto 2015 le è stata dedicata una mostra a Riva del Garda, dal titolo Chiamatemi Divina, con foto, manifesti e copertine di riviste legate alla sua carriera. La medesima mostra è stata riproposta nell'ottobre del 2015 a Torcegno, il paese della Valsugana dove viveva e nel 2016 alla Casa del cinema di Roma.[7]
- Il 18 giugno 2017 nell'ambito del Biografilm Festival di Bologna è stato presentato in anteprima il documentario[8] di Franco Delli Guanti e Ludovico Maillet Chiamatemi Divina: Dorian Gray. Storia di un'attrice dimenticata. Il film contiene le testimonianze, tra gli altri, di Carlo Croccolo, Isa Barzizza, Teddy Reno, Valeria Fabrizi, Elio Pandolfi e Franca Valeri.[9][10]